# Argentina
Argentina je država u Južnoj Americi, smještena između Anda na zapadu i Atlantskog oceana na istoku. Na sjeveru graniči s Paragvajem i Bolivijom, na sjeveroistoku s Brazilom i Urugvajem, a na zapadu s Čileom.
Dobila je svoje ime po latinskoj riječi "argentum", što znači srebro, plemenitoj kovini, koja je bila povod za europsku kolonizaciju. 

## Povijest
Područje današnje Argentine bilo je rijetko naseljeno prije dolaska europskih kolonista. Indijanski narod Diaguita živio je na prostoru sjeverozapadne Argentine, uz rub Carstva Inka, a nešto istočnije narod Guaraní.
Prvi Europljani pod vodstvom Ameriga Vespuccia dolaze 1502. Španjolci uspostavljaju stalnu koloniju na mjestu današnjeg Buenos Airesa 1580., kao dio Potkraljevstva Peru. Nakon uspostavljanja Potkraljevstva Rió de la Plata 1776. koje je obuhvaćalo današnje države Argentinu, Paragvaj, Urugvaj i veći dio Bolivije, Buenos Aires postaje važna luka. Zbog proizvodnje privrednih dobara i iz političkih razloga postupno se razvija u jedan od najvažnijih trgovačkih centara u regiji.
Potkraljevstvo se nakon kratkog vremena raspalo zbog unutrašnjih neslaganja i manjka potpore iz Španjolske kada je Napoleon Bonaparte srušio Španjolsko kraljevstvo.
Neuspjeli britanski pokušaj invazije 1806. – 1807. osnažio je samopouzdanje stanovništva. Buenos Aires 1810. formira vlastitu huntu i poziva ostale pokrajine da se pridruže. Različiti politički pogledi odugovlače formalnu objavu neovisnosti, a u međuvremenu Paragvaj proglašava vlastitu neovisnost. Konačno 9. srpnja 1816. Kongres proglašava neovisnost od Španjolske. Ropstvo je ukinuto 1840. godine, u trenutku kad je u državi preostalo tek oko 300 crnih robova.
U drugoj polovici 19. stoljeća Argentina se razvija zahvaljujući modernijim poljoprivrednih tehnikama i izlasku na svjetsko tržište. U to vrijeme zajedno s Brazilom i Urugvajom vodi rat protiv Paragvaja (1865 - 1870).
Većim dijelom kasnije povijesti izmjenjuju se vlasti i vojne diktature. Socijalne i političke prilike dovode do uspona Juana Dominga Peróna koji dolazi na vlast 1946. i provodi agresivnu politiku osnaživanja države. Veliku podršku dobiva od supruge Eve Perón, poznatije kao Evita Perón. Perónov drugi mandat prekida 1955. vojna hunta koju vodi Eduardo Lonardi i Perón odlazi u progonstvo no ostaje popularan u Argentini.
Tijekom 1960-ih godina izmjenjuju se vojne i civilne vlasti, pokušavajući se nositi sa smanjenim ekonomskim rastom i socijalnim problemima. Cijelo desetljeće traju sukobi peronista i antiperonista. Uz potporu pristaša Perón se vraća iz progonstva i osvaja pobjedu na izborima 1973. Umire 1974. a vlast ubrzo preuzimaju militaristi. Država ostaje pod pritiskom ekonomskih problema i rastućeg terorizma.
Ponovo slijedi razdoblje diktature u kojem vojska provodi oštre mjere protiv svih koji joj se protive.Svrgnuta je Isabel Peron, a na vlast tenkovima i oružjem dolazi deveteročlana vojna hunta koju predvodi Jorge Rafael Videla. Proces je poznat pod nazivom "prljavi rat" i odnosi velik broj života uz kršenje ljudskih prava. Konzervativnije liste navode između 10 000 i 30 000 "nestalih" osoba - uhićenih i potajno ubijenih bez suđenja u razdoblju 1976. – 1983. Militaristički režim osim protivljenja stanovništva dolazi u krizu i zbog nerješavanja ekonomskih problema, korupcije, te poraza od Ujedinjenog Kraljevstva u ratu za Malvinske otoke 1982. Pod pritiskom javnosti dopušta se osnivanje političkih stranaka, polako vraćaju političke slobode, te 1983. raspisuju demokratski izbori.

## Prirodno-zemljopisne cjeline
Položajem na jugu južnoameričkog kontinenta,obuhvaća 5 prirodno zemljopisnih cjelina: Ande, Gran Chaco, Međurječje, Pampe i Patagoniju.
Ande, smještene na zapadu Argentine,zauzimaju gotovo trećinu njezine površine. U najvišim dijelovima, to je područje snježne klime.Smanjena je mogućnost prodiranja vlažnih masa zraka preko Anda,pa istočni dijelovi Anda primaju malu količinu padalina.
Gran Chaco je do 600 km široka ravnica na sjeveru,koja je nastala taloženjem mladih nanosa gline i pjeska andskih tekućica. U istočnim dijelovima nalaze se prostrana plitka udubljenja i močvare u kojima nestaje veliki dio vode tokova s Anda. To je prostor stepske klime s razvijenim stočarstvom.
Međurječje (Entre Rios, argentinska Mezopotamija) nalazi se između rijeka Uruguay i Parane, a riječ je o nizini na području umjereno tople kišne klime.
Pampe se nalaze južno od Gran Chaca i zauzimaju veliku površinu.To je najnaseljeniji i gospodarski najaktivniji dio Argentine.To je prostor stepske klime s padalinama tijekom cijele godine. Najveći dio prekriven je stepom koja na jugu prelazi u pustinju Patagoniju.
Patagonija je jug Argentine, područje pustinjske klime koja na krajnjem jugu prelazi u sniježnu klimu.Prirodnu vegetaciju Patagonije čini oskudna trava.

## Promet
Značajnije morske i riječne luke za međunarodni promet su morske luke Bahía Blanca i Necochea, morsko-riječne luke Buenos Aires, La Plata i Río Gallegos te riječne luke Rosario i Santa Fe.

## Gospodarstvo
Gospodarstvo Argentine oslanja se na bogate prirodne resurse, izvozno orijentiranu poljoprivredu i raznoliku industriju. Zbog političkih previranja u prošlosti je bilježila velike uspone i padove. Od kraja 1970-ih nagomilan je ogroman vanjski dug, a visoka inflacija je dostizala maksimum u razdoblju 1989. – 1991. Zbog ekonomske krize vlada je pokrenula procese liberalizacije, deregulacije i privatizacije. Radikalnim monetarnim reformama 1991. argentinski peso je vezan uz američki dolar i usvojena nova monetarna politika.
Ekonomija se počela oporavljati 2002. bolje nego su predviđali strani i domaći analitičari. Nakon desetljeća tržišnih reformi postižu se dobri rezultati, naročito u izvozu, no još uvijek ostaje pitanje velike zaduženosti.
Jači gospodarski razvoj doživljava u drugoj polovici 19. stoljeća,zahvaljujući plodnom tlu Pampa,europskim doseljenicima i priljevu stranog kapitala. Stalnim ulaganjima u industriju Argentina je oblikovala raznoliko i stabilno gospodarstvo;na to ukazuje i najveći narodni dohodak po stanovniku u Latinskoj Americi,ali i gospodarski sustav koji je treći po veličini u Latinskoj Americi (iza Brazila i Meksika). U zadnje vrijeme jača gospodarska suradnja Argentine s Urugvajem i Brazilom, jer im se gospodarstva dobro nadopunjuju.
Sredinom 1950-ih bilo je u Argentini 44 000 000 goveda, 55 000 000 ovaca (od čega 18 000 000 u Patagoniji) te 7 000 000 konja. Za konzumaciju dnevno je ubijano 45 000 goveda, od čega 17 000 u Buenos Airesu, te 25 000 ovaca i nekoliko tisuća svinja.
Najznačajnije djelatnosti suvremenog argentinskog gospodarstva su turizam, industrija i poljoprivreda.
Poljoprivredom se ostvaruje četvrtina narodnog dohotka,jer je Argentina veliki izvoznik poljoprivrednih proizvoda. U ratarskoj proizvodnji prevladavaju žitarice. Argentina je također poznata u svijetu po proizvodnji soje, pamuka, duhana i šećerne trske. Agrumi se uzgajaju u Međurječju.
Industrija Argentine vrlo je raznovrsna i proizvodnjom zadovoljava većinu domaćih potreba. Osobito se ističu metalurgija, petrokemija te automobilska, elektrotehnička i prehrambena industrija. Najvažnija središta su Buenos Aires, Cordoba i Rosario.
Argentina je zemlja turističke receptive, jer je prirodno raznolika i ima dobru prometnu infrastrukturu.
Argentinsko gospodarstvo privlači strani kapital.Ulagači su najrazvijenije zemlje svijeta, a ulaganja su usmjerena uglavnom na industriju.

## Upravna podjela
Argentina je podijeljena na 23 pokrajine i područje glavnog grada, Buenos Airesa. Pokrajine imaju široku samoupravu.

## Stanovništvo
Pretkraj španjolske kolonijalne vlasti u Argentini je živjelo tek oko 400 000 popisanih stanovnika, pretežno u Buenos Airesu i okolini. Argentinci su mješavina različitih nacionalnih i etničkih grupa, dominantno potomaka talijanskih i španjolskih doseljenika koji zajedno čine oko 88% populacije. Valovi doseljavanja iz mnogih europskih zemalja stigli su u Argentinu krajem 19. i početkom 20. stoljeća: Velšani, Nijemci, Francuzi, Britanci, Irci, Poljaci, Rusi, Ukrajinci, Hrvati, Srbi i drugi, te manji broj azijskih doseljenika.
Izvorno indijansko stanovništvo broji oko 700 000 pripadnika koncentriranih uglavnom na sjeveroistoku, sjeverozapadu i jugu zemlje. No i u tim krajevima veći utjecaj imaju mestici miješanog europskog i indijanskog podrijetla iako čine oko 40% stanovništva u domorodačkim područjima. 1 165 570 argentinskih državljana govori nekim od indijanskih jezika kao materinskim, a najrasprostranjeniji su kečuanski (800 000), guarani (200 000) i mapuche (100 000).
Među religijama prevladava katoličanstvo. U ustavu Argentine stoji obveza države podupirati katoličanstvo u državi no jamči i slobodu vjeroispovijesti. Osim katolika, postoji i veći broj pripadnika židovske religije i protestanata.

### Vjerska struktura
Procjene koje navodi Prolades za 2010. godinu govore o sljedećem vjerskom sastavu:
- katoličanstvo 70,5 %
- protestantizam 14 % (uglavnom pentekostalizam)
- ateisti 12 %
- ostali vjere 3,5 %.

## Kultura
U okvirima književnosti, argentinski najpoznatiji pisac je Jorge Luis Borges, koji je u svjetskim krugovima smatran jednim od najvećih književnika dvadesetog stoljeća. Pisao je pjesme, kratke priče i eseje. Za književnost Argentine također su bitni: Adolfo Bioy Casares i Julio Cortázar. Bioy Casares je pisao knjige u suradnji s Borgesom. Cortázar je bio dobrovoljni izbjeglica u Europu tijekom vladavine Juan Domingo Peróna; Borges je također imao problema s Peronom, te je s radošču pozdravio njegov pad 1955., da bi kasnije počeo vjerovati u vojne diktature. Borges i Cortázar umiru u inozemstvu: Borges u Ženevi 1986., a Cortázar u Parizu 1984.
Ernesto Che Guevara podrijetlom je Argentinac, rođen u Rosariju. Osim njegove oružane borbe i njegove suradnje s Fidel Castrom i režimom na Kubi, napisao je Dnevnik motociklista, o svojim putovanjima po Argentini i Južnoj Americi, koja su pretočena u film.
Mafalda, crtić animatora Quino (Joaquín Lavado), postaje svjetski poznat uskoro nakon izdavanja. Serija komičnih stripova prikazuje svjetske probleme kroz oči male djevojčice Mafalde, te njenih rođaka i prijatelja.